# Ophrys pietzschii
Ophrys pietzschii är en orkidéart som beskrevs av Horst Kümpel. Ophrys pietzschii ingår i ofryssläktet, och familjen orkidéer. Inga underarter finns listade i Catalogue of Life.